# Васил Каламов
Васил Каламов е български футболист, защитник.
Роден е на 1 април 1981 г. в Пловдив. Играл е за Марица, Ботев (Пловдив), Черноморец, Видима-Раковски и Елегант (Стрелци). В А група има 5 мача. Четвъртфиналист за купата на страната през 2001 г. с Ботев (Пд). Има 4 мача за младежкия национален отбор.

## Статистика по сезони
- Марица – 1999/пр. - Б група, 2 мача/0 гола
- Марица – 1999/00 – Б група, 17/3
- Марица – 2000/ес. - В група, 15/4
- Ботев (Пд) – 2001/пр. - А група, 4/0
- Черноморец – 2001/ес. - А група, 1/0
- Марица – 2002/пр. - В група, 12/1
- Марица – 2002/ес. - В група, 15/3
- Видима-Раковски – 2003/пр. - Б група, 6/0
- Марица – 2003/04 – В група, 14/1
- Марица – 2004/05 – В група, 8/0
- Елегант – 2005/06 – А ОФГ, 17/4